# Risen 3: Władcy tytanów
Risen 3: Władcy tytanów (ang. Risen 3: Titan Lords) – fabularna gra akcji wyprodukowana przez studio Piranha Bytes. Grę wydała firma Deep Silver, zaś polskim dystrybutorem została Cenega. Tytuł ukazał się na komputerach osobistych oraz konsolach Xbox 360 i PlayStation 3, a Risen 3 do sprzedaży trafił 12 sierpnia 2014.
Akcja osadzona jest w pełnej magii krainie fantasy, która wzorowana jest na europejskim średniowieczu, ale posiada także regiony tropikalne i inspirowane kulturą śródziemnomorską (w grze powraca znana z pierwszej części serii tradycyjna magia, jak i wprowadzone w „dwójce” voodoo i tematyka piracka). Wcielamy się w nowego bohatera – syna kapitana Stalowobrodego i brata Patty, postaci znanych z poprzednich odsłon – którego dusza na początku kampanii zostaje pożarta przez Władcę Cieni. Podczas zabawy możemy zwiększyć człowieczeństwo postaci lub pchnąć ją na demoniczną ścieżkę. Ponadto w trakcie rozgrywki odwiedzamy zarówno świat żywych, jak i królestwo umarłych, a do naszej dyspozycji oddana została tzw. „astralna wizja”, dzięki której możemy podświetlić istotne elementy otoczenia.
Metod walki jest wiele, w tym m.in.: blokowanie ciosów czy proste kombinacje. Risen 3 bazuje na tym samym silniku graficznym co poprzednia część, jednak uległ on modyfikacjom polepszającym oprawę wizualną programu.
Risen 3: Władcy tytanów podąża ścieżkami wytyczonymi przez poprzednie odsłony cyklu. Akcję obserwujemy z kamery umieszczonej za plecami postaci, a zabawa polega na eksplorowaniu świata, wypełnianiu zadań, rozwijaniu bohatera oraz walce z potworami za pomocą zręcznościowego systemu walki. W porównaniu z drugą częścią cyklu, pojawiła się możliwość blokowania ciosów potworów, a podczas starć pomagają nam członkowie drużyny. Mechanika walki oparta została na kilku typach ruchów oraz prostym systemie kombinacji. W grze zaimplementowano także funkcję płynnego zmieniania przeciwników w trakcie starcia, uniki oraz tzw. finishery. Możemy wykorzystać zarówno broń palną, kusze, sztylety do rzucania, jak i liczne zaklęcia bojowe, takie jak kule ognia, ciskanie piorunami, wyssanie energii, czy też teleportacja na niewielkie odległości.